# БайАлекс
БайАлекс с рождено име Алекс Марта (на унгарски: Márta Alex; род. 6 юни 1984 година в Кишварда, град в медье (област) Саболч-Сатмар-Берег, Източна Унгария) – унгарски инди-поп изпълнител, който е избран да представя Унгария на фестивала „Евровизия 2013“, с песента „Kedvesem“ („Кедвешем“ – от унгарски: Мила моя).

## Биография
От малък Алекс смята, че музиката е това, което го вдъхновява и му дава възможност да се изразява най-добре. Още в най-ранно детство, когато все още живее в Кишварда, той се увлича по най-различни стилове, макар и да не споделя на близките си за това. По цял ден слуша записите от голямата музикална колекция на своите родители, а на 15 години започва и сам да композира.
По-късно Алекс завършва Философския факултет на университета Мишколц. Започва да изучава японски, занимава се с журналистика (бил е редактор в списание „Tattoo“), но все пак музиката е това, което смята за свой приоритет. Докато е в училище, а после и в университета, свири в група „Лав стори бар“. Тогава изпълнява и първите си композиции пред публика. По-късно се присъединява към проекта „Май гифт ту ю“, с които записва няколко парчета в стил „метал“. Но бързо ги напуска, за да се заеме със солова кариера.

## Музикална кариера
Първият му сингъл е песента „Csókolom!“ („Целуни ме!“), която написва още докато е в университета. Тя попада в плей-листата на радио MR2 и стига до 3-то място в класацията на VIVA TV. Вторият му хит е „Láttamoztam“ („Виждал съм“), видеоклипът на която започва да се излъчва по унгарските канали на VIVA, MTV и Music Channel.
Алекс признава, че не е имал никакво намерение да участва в „Евровизия“, но продуцентите от компанията „CLS“, която продуцира и група „Компакт диско“ – унгарските представители на „Евровизия 2012“, успяват да го убедят да се яви на вътрешните финали в Будапеща. Журито поставя песента му на 3-то място, но когато към вота се прибавят и гласовете на зрителите, „Мила моя“ се изстрелва на първо място и така си спечелва правото да представя Унгария на „Евровизия 2013“. Самият той признава, че сериозната зрителска подкрепа е била съвършено неочаквана за него.
„Kedvesem“ е песен за изключително труден период в живота ми, когато, след преживяно разочарование, се опитвах да създам във въображението си образа на идеалната жена", разказва Алекс. Първоначалната идея за композицията се появява още през 2000 година, но самата песен е готова едва в края на 2012. Окончателният вариант, който Алекс подготвя за „Евровизия“ е ремикс на оригинала, направен от Золтан Палащи Ковач – Зоохакер. Алекс подготвя и версия на английски, но предпочита да изпълни песента си в Малмьо на унгарски.
На сцената на „Евровизия 2013“ с БайАлекс излизат още роденият в Швеция китарист от унгарски произход Даниел Кеваг и беквокалистката Хелга Вебер, която вече бе беквокал и на „Компакт диско“. Завършват на десето място във финала.

## Сингли
- „Láttamoztam“ („Виждал съм“) (2012)
- „Csókolom!“ („Целуни ме!“) (2012)
- „Messziről“ („От разстояние“) (2012)
- „Kedvesem“ („Мила моя“) (2012)
- „Kedvesem (Zoohacker Remix)“ (2012) – версията на песента, с която Унгария участва на фестивала „Евровизия 2013“
- „Nekemte“ („Имам те“) (2013)